# I. e. 648
Évszázadok: i. e. 8. század – i. e. 7. század – i. e. 6. század
Évtizedek: i. e. 690-es évek – i. e. 680-as évek – i. e. 670-es évek – i. e. 660-as évek – i. e. 650-es évek – i. e. 640-es évek – i. e. 630-as évek – i. e. 620-as évek – i. e. 610-es évek – i. e. 600-as évek – i. e. 590-es évek
Évek: i. e. 653 – i. e. 652 – i. e. 651 – i. e. 650 –  i. e. 649 – i. e. 648 – i. e. 647 – i. e. 646 – i. e. 645 – i. e. 644 – i. e. 643

## Események
- A 33. olümpiai játékok: a sziküóni Mürón a későbbi türannosz, a városalapító Orthagorasz testvére megnyeri a kocsiversenyt.
- Ugyanezen az eseményen rendezték meg először a pankrációt és a nagyjából 6 és negyed kilométer távolságú lovasversenyt (hipposzkelétikón)
- április 6.: teljes napfogyatkozás
- Assur-bán-apli leveri a babiloni lázadást, az Elám elleni hadjárat kezdete.[1]

## Születések
- Adad-Guppi, Szín harráni papnője, Nabú-naid anyja

## Halálozások
- Samas-sum-ukín babiloni király meghal a felgyújtott Babilonban.